# Stephan Alfare
Stephan Alfare (* 28. Jänner 1966 in Bregenz) ist ein österreichischer Schriftsteller.

## Leben
Stephan Alfare unternahm von 1987 bis 1990 Reisen auf dem Balkan, nach Griechenland, Italien, Frankreich und in die Türkei. Anschließend arbeitete er bis 1996 als Sargträger auf dem Ottakringer Friedhof in Wien. Heute lebt er als freier Schriftsteller in Wien. Im Jahre 2000 nahm er am Ingeborg-Bachmann-Wettbewerb in Klagenfurt teil.
Stephan Alfare ist Verfasser von erzählenden Werken und Gedichten.
Alfare ist Mitglied der Grazer Autorenversammlung und des Vorarlberger Autorenverbandes. Er erhielt u. a. 1999 das Staatsstipendium für Literatur in Österreich sowie 2002 den
Theodor-Körner-Förderpreis.

## Werke
- Und so, wie mich alle anstarren, … genau so sehe ich aus, Klagenfurt 1996
- Schwangere Filzläuse & Ratteneier, Linz 1997
- Maximilian Kirchberger stellt seinen Koffer vor die Tür, Wien 1998
- Das Begräbnis, Wien 1999
- Karl Heinz Zizala hat Krebs, Wien 2001
- Das Schafferhaus, Wien 2006
- Meilengewinner, Wien 2008
- Der dritte Bettenturm, Wien 2011
- Terrain, Wien 2014
- ... spinnen im zimmer ... (Zeichnungen: Wolfgang Zeindl), Hohenems 2021
- Neuneinhalb Finger, Wien 2022

## Auszeichnungen
- 2014 Literaturpreis des Landes Vorarlberg